# Sự kiện Carré d'As IV
Sự kiện xảy ra ngoài khơi Somali ngày 16 tháng 9 năm 2008 là một chiến dịch quân sự được Pháp tiến hành vào ban đêm để tiến vào giải cứu hai con tin và lấy lại chiếc Carre d'As, một du thuyền bị hải tặc Somali bắt giữ ngày 2 tháng 9 năm 2008.

## Bối cảnh
Vào tháng 4 năm 2008, quân đội Pháp đã tấn công bằng trực thăng vào nơi ẩn náu của hải tặc ở Somalia, bắt giữ sáu tên mang về Paris đưa ra tòa xử.
Chiến du thuyền dài 15 m Carre d'As ra khơi từ Úc hướng đến kênh đào Suez khi bị hải tặc tấn công ngày 2 tháng 9 và bị giữ với 2 thủy thủ Jean-Yves và Bernadette Delanne bị bắt giữ một cách tình cờ. Bốn ngày sau, tàu khu trục Pháp le Courbet tới hiện trường và bắt đầu theo dõi du thuyền bị bắt. Khi bắt liên lạc, bọn hải tặc đòi 1 triệu đô-la tiền chuộc và phóng thích 6 hải tặc khác bị Pháp canh giữ. Bọn hải tặc sau đó thẳng hướng đến thành phố Eyl trên bờ biển Puntland, nơi nhiều nhóm hải tặc sử dụng làm cứ địa cho các chiến dịch.

## Chiến dịch
Chính phủ Pháp từ chối thương thuyết và thay vào đó đưa một toán biệt kích gồm 30 thợ lặn chiến đấu để tấn công và lấy lại Carre d'As. Sau khi lên tàu le Courbet, toán biệt kích được đưa bằng trực thăng và nhảy dù xuống vùng biển sát bên chiếc du thuyền. Toán biệt kích sau đó bơi tới chiếc tàu bị bắt và bám vào mạn bằng móc sắt. Các binh sĩ Pháp đã tạo sự bất ngờ khiến bọn hải tặc dù võ trang hùng hậu cũng không trở tay kịp. Lính Pháp, đeo kính hồng ngoại nhìn ban đêm, đã bắn hạ một hải tặc và bắt giữ sáu người khác, giải thoát an toàn hai con tin chỉ 10 phút sau. Phía lực lượng Pháp không ai bị thương tích gì.

## Kết quả
Chính quyền Pháp sau đó giải bọn hải tặc đến Djibouti nơi chúng sẽ bị đưa đến Pháp để xét xử. Tổng thống Pháp Nicolas Sarkozy miêu tả sự kết quả chiến dịch hoàn hảo trong buổi họp báo ở Paris, và kêu gọi các quốc gia trên thế giới hãy thi hành trách nhiệm của mình, như nước Pháp đã hai lần chứng tỏ, hãy theo gương Pháp và trừng trị hải tặc thay vì thương thuyết với chúng. Ông Sarkozy tuyên bố với báo chí tại Paris:

Thế giới không thể chấp nhận điều này. Ngày hôm nay, những vụ này không còn là các trường hợp đơn lẻ mà là một kỹ nghệ tội phạm thật sự. Kỹ nghệ tội phạm này ảnh hưởng đến một quyền tự do căn bản: đó là việc vận chuyển và thương mại quốc tế. Tình trạng hải tặc ở vịnh Aden ngoài khơi bờ biển Somali đã "bùng nổ" trong năm 2008 với hơn 50 cuộc tấn công nhắm vào hải lộ đông đảo tàu bè qua lại. Pháp sẽ có hành động tại Hội đồng Bảo an Liên Hợp Quốc để huy động cộng đồng quốc tế chống hải tặc.

Chính phủ Pháp sau đó kêu gọi các quốc gia khác hãy cùng có biện pháp cứng rắn đối với hải tặc Somalia, lúc này đang gây rối cho việc vận chuyển đường biển hàng hóa cũng như phẩm vật cứu trợ ngang qua vùng bờ biển Đông Phi này.